# Philodromus kraepelini
Philodromus kraepelini este o specie de păianjeni din genul Philodromus, familia Philodromidae, descrisă de Simon, 1905. Conform Catalogue of Life specia Philodromus kraepelini nu are subspecii cunoscute.